# دلسم
دَلَسم، روستایی است از توابع بخش کجور شهرستان نوشهر در استان مازندران ایران.
روستای دلسم از شمال وصل به روستای ویسر و جنگل‌های ماشلک است که حدود ۴۰ کیلومتر با شهر نوشهر فاصله دارد. فاصله روستا تا مرکز بخش، شهر پول کجور ۱۳ کیلومتر است.
در گذشته به خاطر وجود شرکت چوب گلبند در ویسر ۶۰ درصد مردان یا کارمند شرکت بودند یا بازنشسته شده‌اند ولی چندین سال هست که این شرکت بسته شده و اکنون فقط چند تا کارمند دارد که هم نگهبانی از آن شرکت و هم نگهبانی از جنگل را به عهده دارند. مابقی دامدار و کشاورز، معلم، کارمند دولت و کارمند در شرکت‌های شخصی هستند. مذهب مردمان روستای دلسم شیعه است.

## جمعیت
این روستا در دهستان زانوس‌رستاق قرار دارد و براساس سرشماری مرکز آمار ایران در سال ۱۳۸۵، جمعیت آن ۱۶۶ نفر (۵۶خانوار) بوده‌است.
مردم دلسم از قومیت طبری هستند. مردم دلسم به زبان طبری و گویش کجوری سخن می‌گویند.

جمعیت آن امروزه ۸۷۶ نفر است که ۶۵ درصد آن باسوادند، ۲۰ درصد مدرک تا کاردانی دارند و ۴۰ درصد کارشناسی، ۲ درصد کارشناسی ارشد و دکترا دارند.

## امکانات رفاهی
برق، تلفن، دکل صداوسیما با پوشش چهار شبکه، جاده آسفالته.
شبکه بهداشت، و چندین سوپرمارکت.
برای رفت‌وآمد به شهر یک دستگاه مینی‌بوس و چند سواری.